# Menard Motor Truck
Menard Motor Truck Co., vorher Windsor Carriage & Delivery Wagon Works, Menard Auto Buggy Co. und Menard Commercial Car Co., war ein kanadischer Hersteller von Kraftfahrzeugen.

## Unternehmensgeschichte
Moise L. Menard gründete 1908 das Unternehmen Windsor Carriage & Delivery Wagon Works in Windsor. Byron V. Covert, der vorher für die Covert Motor Vehicle Company tätig war, entwickelte ein Automobil. Der Markenname lautete Menard. 1909 wurde das Unternehmen in Menard Auto Buggy Co. umbenannt. 1910 endete die Pkw-Produktion, dafür entstanden nun Nutzfahrzeuge. Weitere Umfirmierungen in Menard Commercial Car Co. 1910 und Menard Motor Truck Co. 1917 folgten. 1919 endete die Produktion.
1920 wurde das Unternehmen von Maple Leaf Manufacturing Co. übernommen.

## Fahrzeuge
Das Pkw-Modell war ein Highwheeler. Jeder Zylinder des Zweizylindermotors hatte jeweils 4 Zoll (101,6 mm) Bohrung und Hub. Das ergab 1647 cm³ Hubraum. Der luftgekühlte Motor leistete 16 PS Leistung und war unter der Sitzbank montiert. Er trieb über ein Friktionsgetriebe und Ketten die Hinterachse an. Ab 1910 waren die Motoren wassergekühlt und leisteten 16 PS.
Die Lastkraftwagen hatten entweder zwischen 1,5 und 2 Tonnen Nutzlast oder zwischen 1 und 3,5 Tonnen Nutzlast. Sie hatten einen Sechszylindermotor von Beaver. Außerdem standen Feuerwehrfahrzeuge im Sortiment.